# Phosphorylation

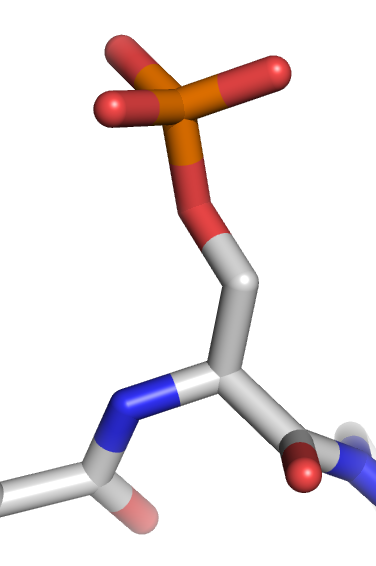
chaîne latérale de sérine phosphorylée. Les atomes d'oxygène sont en rouge, ceux de phosphore, en orange, le carbone en gris et l'azote en bleu. Les atomes d'hydrogène ne sont pas représentés.

La phosphorylation est l'addition d'un groupe phosphate (un phosphoryl PO32− plus précisément) qui est transféré à une protéine ou à une petite molécule, tel le glucose, l'adénine ou les glycérolipides. Son rôle prééminent en biochimie est le sujet de très nombreuses recherches (la base de données MEDLINE signale plus de 100 000 articles sur ce sujet, pour la plupart concernant la phosphorylation des protéines).

## Phosphorylation des protéines

### Fonction
Chez les eucaryotes, la phosphorylation des protéines est l'un des mécanismes de régulation le plus important et le plus fréquent. De nombreux enzymes et récepteurs sont mis en position "actif" ou "non-actif" par une phosphorylation ou une déphosphorylation. La phosphorylation est catalysée par diverses protéine kinases  et autres Phosphotransférases , alors que les phosphatases se chargent de déphosphoryler. Les kinases et phosphatases sont en général régulées par des signaux extérieurs, comme les hormones, cytokines et autres facteurs de croissance ainsi que par les variations de calcium intracellulaire.
Un exemple qui peut servir à illustrer l'antagonisme entre phosphatases et kinases est celui donné par l'équilibre entre la dégradation du glycogène (glycogénolyse) et sa synthèse (glycogénogenèse). Cet équilibre est régulé par la phosphorylation/déphosphorylation des enzymes glycogène phosphorylase, qui dégrade le glycogène, et glycogène synthase qui augmente la taille du glycogène en y greffant des molécules de glucose. L'état de phosphorylation de ces deux enzymes est régulé par les hormones glucagon, adrénaline et insuline.

### Types de phosphorylation
Les phosphorylations ont lieu sur les chaines latérales des acides aminés comportant une fonction alcool : sérine et thréonine. Une autre classe de kinase, la tyrosine kinase phosphoryle les protéines au niveau des tyrosines. Des phosphorylations au niveau des histidines et aspartates (acides aspartiques) sont rencontrées dans les organismes procaryotes. (Voir palette pour un aperçu complet des différents types existants).

## Autres sortes
L'ATP, l'intermédiaire « riche en énergie » des cellules, est synthétisé dans les mitochondries par addition d'un troisième groupement phosphate à l'ADP au cours de la phosphorylation oxydative. L'ATP est également synthétisé au niveau de la phosphorylation du substrat au cours de la glycolyse.
Dans les cellules photosynthétiques, l'ATP est produit au niveau du chloroplaste après captage de l'énergie solaire par les photosystèmes.
La phosphorylation des oses prévient leur sortie de la cellule, car le transporteur n'a alors plus d'affinité pour eux. Cette phosphorylation est la première étape de la glycolyse et, de manière plus générale, de leur catabolisme.

## Phosphorylation pré-biotique
Le rattachement d'un groupe phosphate sur une molécule organique se rencontre dans de nombreux constituants élémentaires : les transferts d'énergie via l'adénosine triphosphate, la constitution de membrane plasmique par les phospholipides, la conservation de l'information avec la polymérisation de l'ARN et de l'ADN… En amont, le mécanisme suivant lequel ce rattachement a pu être réalisé en chimie prébiotique reste ouverte. Une voie possible serait la présence de diamidophosphate, qui semble former de tels composés,.